# Xã Oswego, Quận Kendall, Illinois
Xã Oswego (tiếng Anh: Oswego Township) là một xã thuộc quận Kendall, tiểu bang Illinois, Hoa Kỳ. Năm 2010, dân số của xã này là 50.870 người.